# سرگئی یرمیانتس
سرگئی آرامی یرمیانتس-گاندزاکتسی (ارمنی: Սերգեյ Արամի Երեմյանց-Գանձակեցի؛  زادهٔ ۱۲ دسامبر ۱۹۵۵)، نویسنده، روزنامه‌نگاری اعتقاد، قوم‌شناس، تاریخ‌نگار و توده‌شناس اهل ارمنستان است.

## زندگی‌نامه
وی در ۱۲ دسامبر ۱۹۵۵ در گنجه به دنیا آمد و در سال ۱۹۷۶ از دانشگاه دولتی علوم پرورشی خاچاطور آبوویان ارمنستان فارغ‌التحصیل گشت. 